# ميك بودلي
ميك بودلي (بالإنجليزية: Mick Bodley)‏ هو لاعب كرة قدم بريطاني في مركز قلب الدفاع، ولد في 14 سبتمبر 1967 في Hayes, Hillingdon ‏ في المملكة المتحدة. لعب مع برمنغهام سيتي وداغنهام وريدبريدج وسانت ألبانز سيتي وكانفي آيلاند ونادي بارنت ونادي بيتربورو يونايتد ونادي تشيلسي ونادي ساوثيند يونايتد ونادي غيلينغهام ونورثامبتون تاون.

## وصلات خارجية
- ميك بودلي على موقع قاعدة بيانات كرة القدم.إي يو (الإنجليزية)
- ميك بودلي على موقع Soccerbase.com (لاعب) (الإنجليزية)